# 姉ケ崎駅

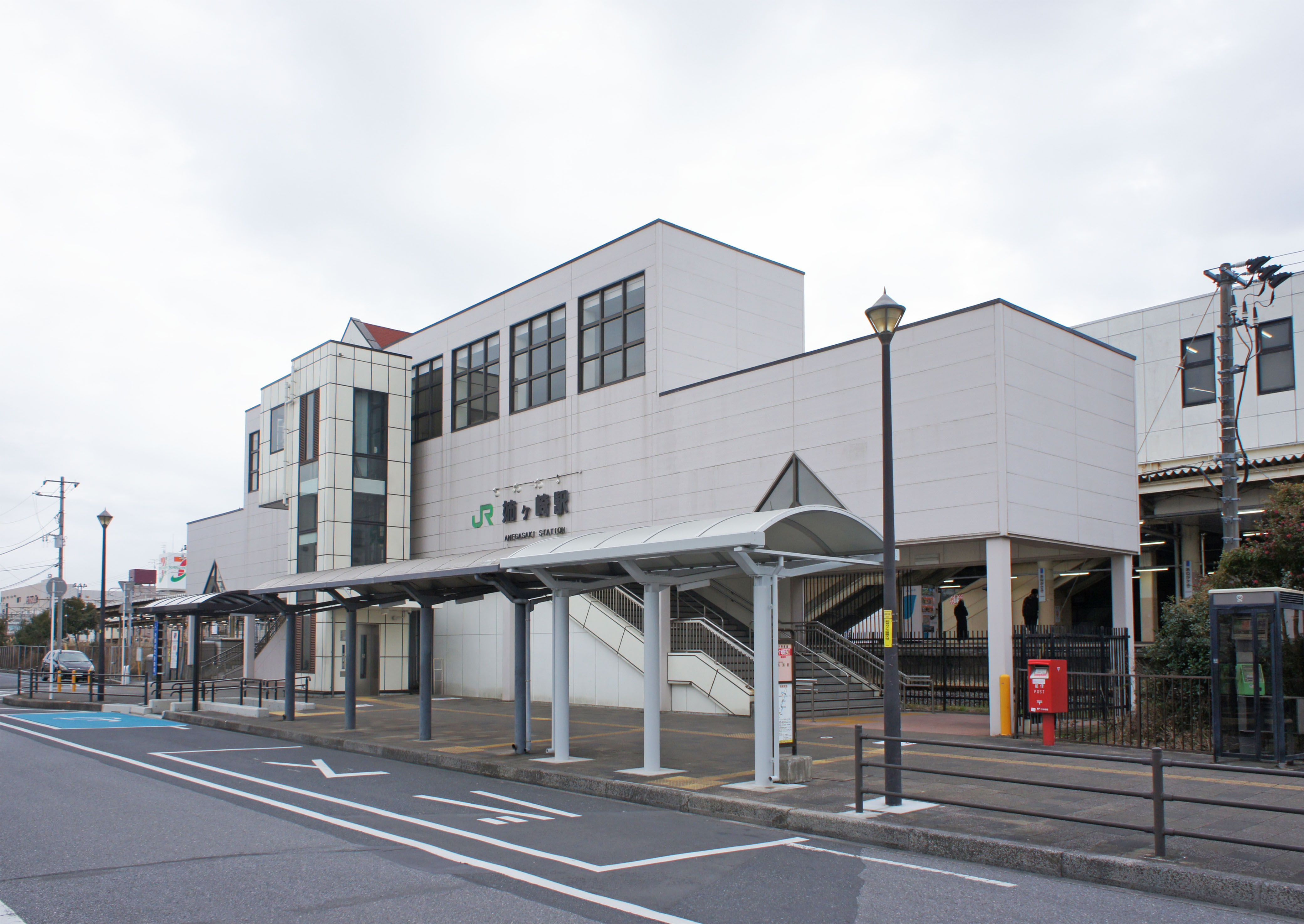
西口（2022年1月）

姉ケ崎駅（あねがさきえき）は、千葉県市原市姉崎にある、東日本旅客鉄道（JR東日本）内房線の駅である。

## 歴史
- 1912年（明治45年）3月28日：開業[1]。
- 1968年（昭和43年）5月26日：2面4線化[3]。
- 1971年（昭和46年）10月1日：貨物および荷物扱い廃止[4]。
- 1978年（昭和53年）3月1日：快速列車の停車駅となる[3][5]。
- 1987年（昭和62年）4月1日：国鉄分割民営化に伴い、東日本旅客鉄道（JR東日本）の駅となる[1]。
- 1989年（平成元年）5月29日：橋上駅舎完成[6]、エスカレーター供用開始[7]。
- 1995年（平成7年）1月21日：自動改札機を設置し、供用開始[8]。
- 2001年（平成13年）11月18日：ICカード「Suica」の利用が可能となる[広報 1]。
- 2017年（平成29年）11月20日：業務委託化[9]。
- 2021年（令和3年）10月31日：この日をもってみどりの窓口が営業を終了[10]。
- 2023年（令和5年）6月15日：市原市市制施行60周年記念事業のトイレ改修が完了[11]。

## 駅構造
島式ホーム2面4線を持つ地上駅。橋上駅舎を有する。
五井駅管理の業務委託駅（JR東日本ステーションサービス委託）で、指定席券売機・自動改札機が設置されている。発車メロディは、当初はすべての番線で東洋メディアリンクス製の「Water Crown」のエンドレスバージョンが使用されていたが、2017年1月の放送装置更新により「Water Crown」の標準バージョンに変更されている。2010年3月6日に発車標が計10台設置された。この駅で特急・快速の待ち合わせ・通過待ちをする普通列車がある。

### のりば
| 番線       | 路線    | 方向            | 行先             | 備考 |
| ---------- | ------- | --------------- | ---------------- | ---- |
| 1          | ■内房線 | 下り            | 木更津・館山方面 |      |
| 2          | ■内房線 | 下り            | 木更津・館山方面 |      |
| 下り・上り | ■内房線 | 木更津/千葉方面 | 上り始発         |      |
| 下り・上り | ■内房線 | 木更津/千葉方面 | 3                |      |
| 上り       | ■内房線 | 千葉・東京方面  |                  |      |
| 上り       | ■内房線 | 千葉・東京方面  | 4                |      |
| 上り       | ■内房線 | 千葉・東京方面  | 一部始発         |      |

（出典：JR東日本:駅構内図）
- 朝夕のラッシュ時に千葉駅 - 当駅間の折り返し列車が設定されている。かつては総武線直通快速電車にも当駅折り返しがあった。

| 運転番線 | 営業番線 | ホーム | 千葉方面着発 | 安房鴨川方面着発 | 備考       |
| -------- | -------- | ------ | ------------ | ---------------- | ---------- |
| 下本     | 1        | 15両分 | 到着可       | 出発可           | 下り主本線 |
| 下1      | 2        | 15両分 | 到着・出発可 | 出発可           |            |
| 上本     | 3        | 15両分 | 出発可       | 到着可           | 上り主本線 |
| 上1      | 4        | 15両分 | 出発可       | 到着可           |            |

- 主本線を発着する場合は通過が可能。
- 2017年3月4日より、4番線に留置列車1本が設定されている。この列車は夜に木更津から回送され、翌朝に当駅始発の千葉行きとなる。

（出典：今尾恵介『JR東日本全線【決定版】鉄道地図帳vol.4 水戸・千葉支社管内編』学研プラス、2010年3月19日。ISBN 978-4056057652。）

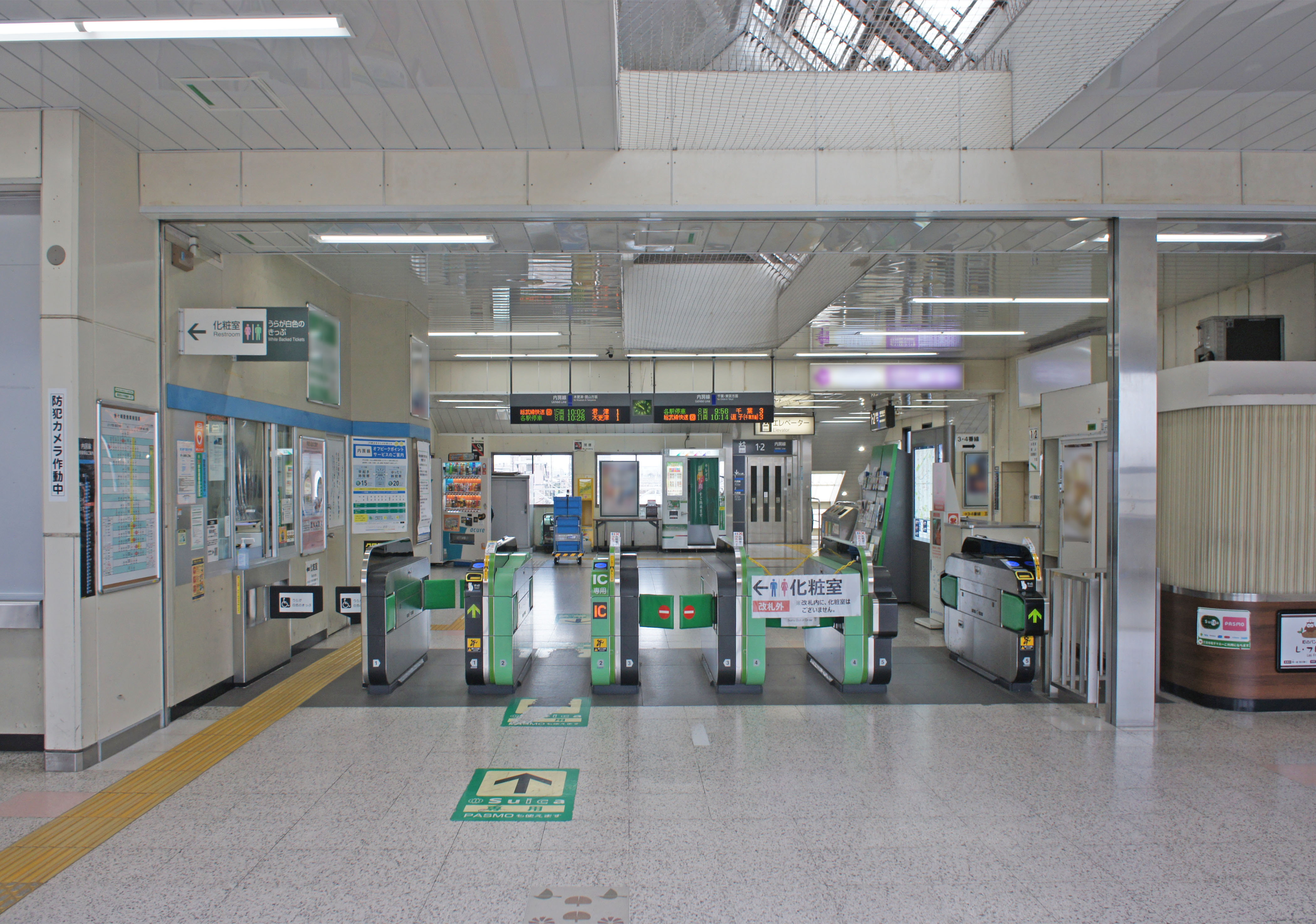
改札口（2022年1月）
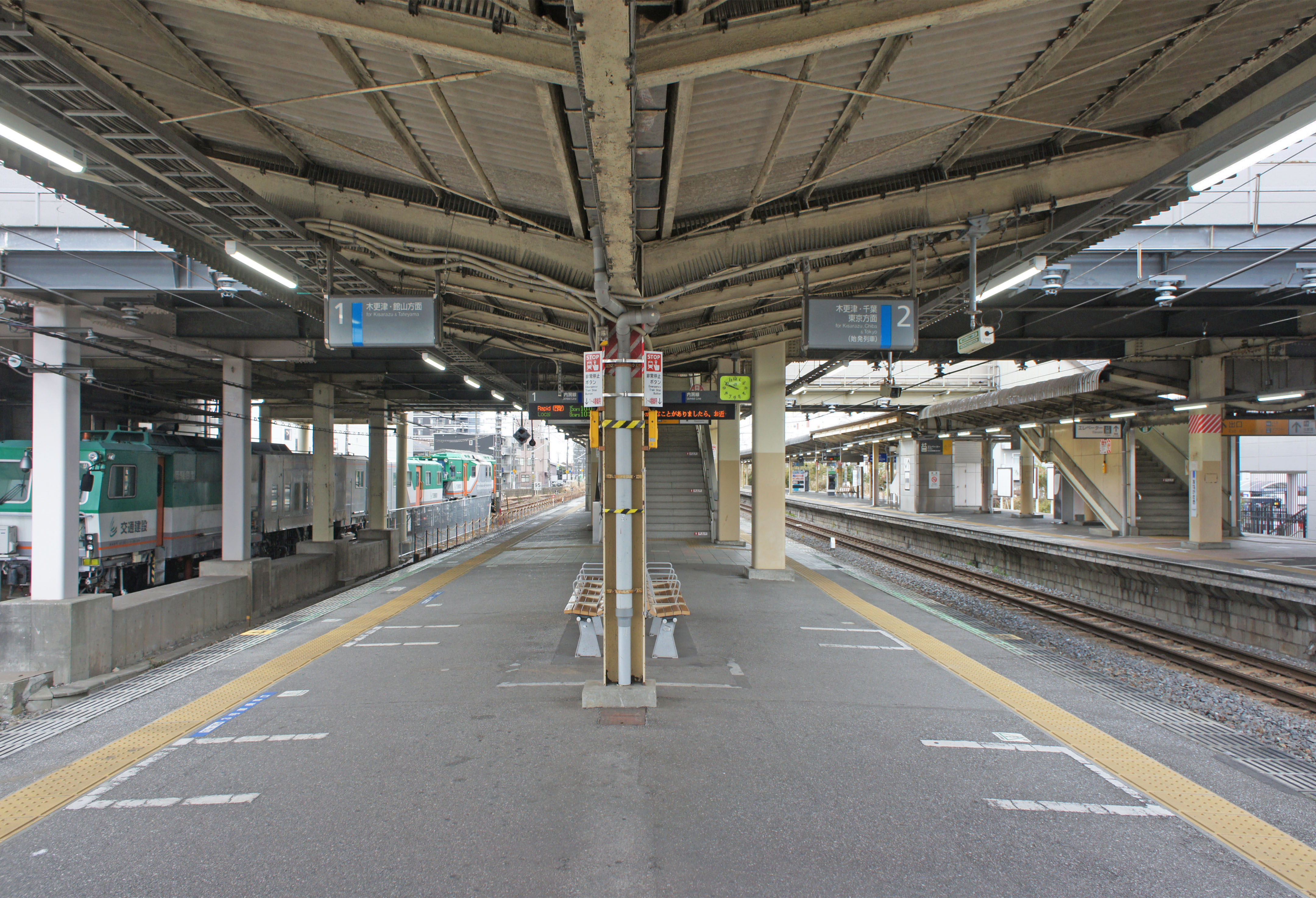
1・2番線ホーム（2022年1月）
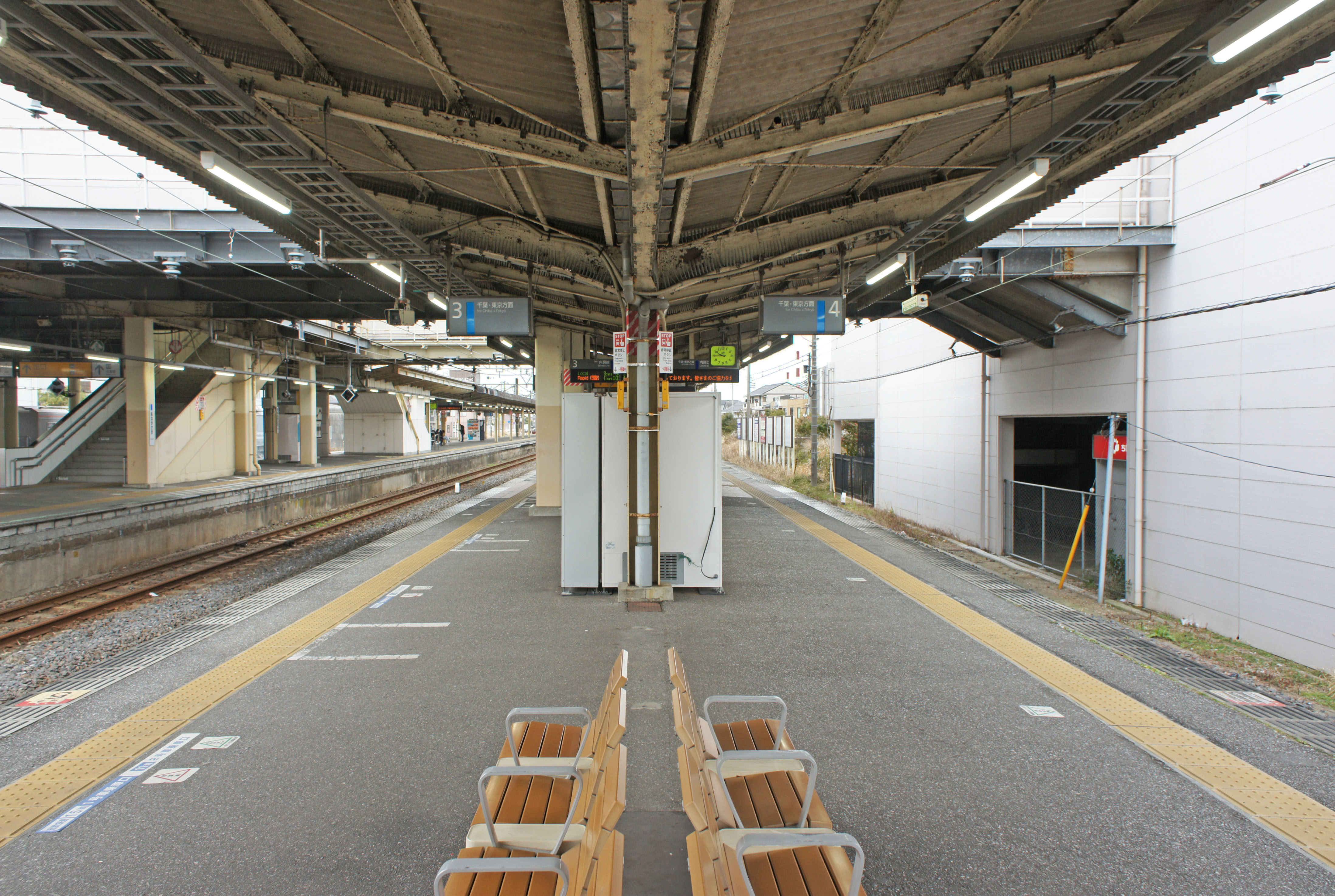
3・4番線ホーム（2022年1月）

## 利用状況
2023年度（令和5年度）の1日平均乗車人員は8,998人である。
1990年度（平成2年度）以降の1日平均乗車人員の推移は下記の通り。
| 年度               | 1日平均 乗車人員 | 出典     |
| ------------------ | ---------------- | -------- |
| 1990年（平成02年） | 12,706           | [ * 1 ]  |
| 1991年（平成03年） | 13,496           | [ * 2 ]  |
| 1992年（平成04年） | 14,111           | [ * 3 ]  |
| 1993年（平成05年） | 14,404           | [ * 4 ]  |
| 1994年（平成06年） | 14,420           | [ * 5 ]  |
| 1995年（平成07年） | 14,069           | [ * 6 ]  |
| 1996年（平成08年） | 13,674           | [ * 7 ]  |
| 1997年（平成09年） | 13,197           | [ * 8 ]  |
| 1998年（平成10年） | 12,748           | [ * 9 ]  |
| 1999年（平成11年） | 12,371           | [ * 10 ] |
| 2000年（平成12年） | 12,074           | [ * 11 ] |
| 2001年（平成13年） | 11,845           | [ * 12 ] |
| 2002年（平成14年） | 11,745           | [ * 13 ] |
| 2003年（平成15年） | 11,664           | [ * 14 ] |
| 2004年（平成16年） | 11,473           | [ * 15 ] |
| 2005年（平成17年） | 11,386           | [ * 16 ] |
| 2006年（平成18年） | 11,494           | [ * 17 ] |
| 2007年（平成19年） | 11,500           | [ * 18 ] |
| 2008年（平成20年） | 11,385           | [ * 19 ] |
| 2009年（平成21年） | 10,943           | [ * 20 ] |
| 2010年（平成22年） | 10,706           | [ * 21 ] |
| 2011年（平成23年） | 10,537           | [ * 22 ] |
| 2012年（平成24年） | 10,483           | [ * 23 ] |
| 2013年（平成25年） | 10,659           | [ * 24 ] |
| 2014年（平成26年） | 10,426           | [ * 25 ] |
| 2015年（平成27年） | 10,447           | [ * 26 ] |
| 2016年（平成28年） | 10,412           | [ * 27 ] |
| 2017年（平成29年） | 10,338           | [ * 28 ] |
| 2018年（平成30年） | 10,218           | [ * 29 ] |
| 2019年（令和元年） | 10,113           | [ * 30 ] |
| 2020年（令和02年） | 7,627            |          |
| 2021年（令和03年） | 8,052            |          |
| 2022年（令和04年） | 8,533            |          |
| 2023年（令和05年） | 8,998            |          |

## 駅周辺

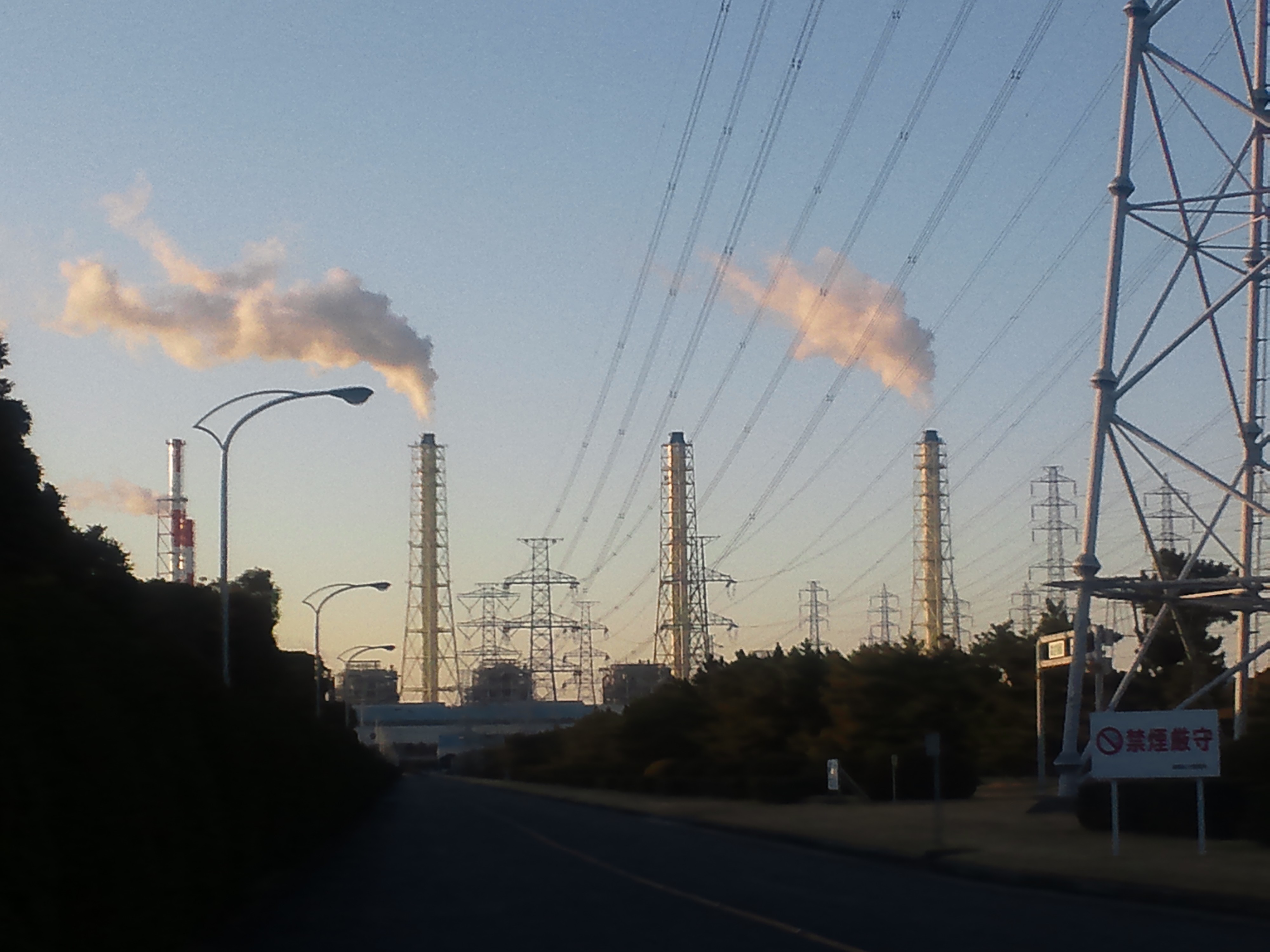
姉崎火力発電所

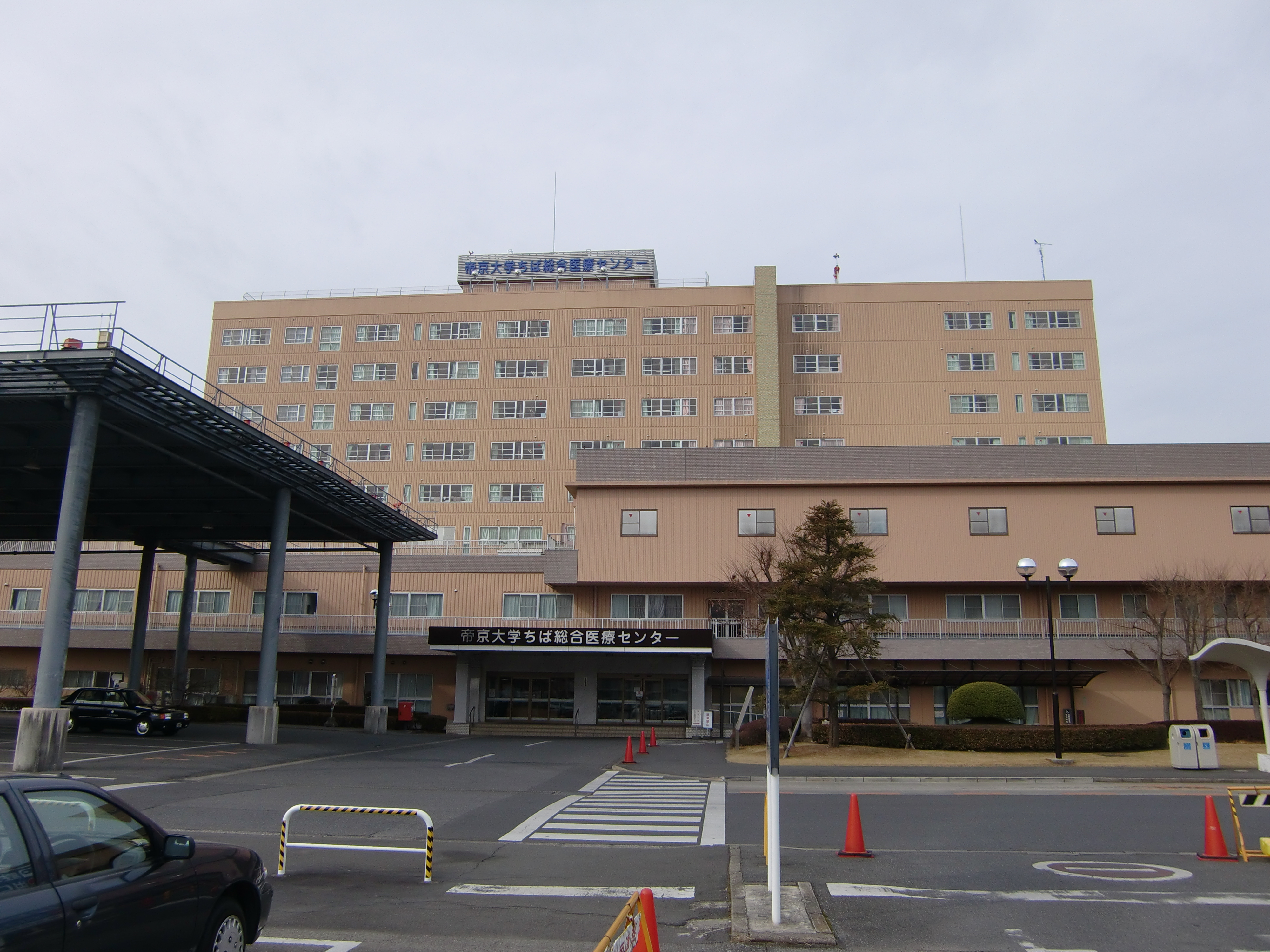
帝京大学ちば総合医療センター

東口・西口共に、タクシー乗り場がある。西口は京葉工業地域が広がり工場が多く並ぶ。東口は商業施設が多く、平成通りを越えた先には姉崎古墳群がある。
- 国道16号
- 千葉県道13号市原茂原線
- 千葉県道24号千葉鴨川線
- 千葉県道287号袖ケ浦姉ケ崎停車場線

港湾
- 姉ヶ崎港（千葉港第4港区拠点港）

公共施設
- 市原市役所姉崎支所
- 市原市消防局姉崎消防署
- 市原市立姉崎公民館
- 市原市姉崎保健福祉センター
- 姉崎郵便局
- 姉崎仲町郵便局

運動公園
- 姉崎公園
- 姉崎運動広場

医療施設
- 帝京大学ちば総合医療センター
- 市原メディカルキュア

学校教育施設
- 千葉県立姉崎高等学校
- 市原市立姉崎中学校
- 市原市立姉崎東中学校
- 市原市立千種中学校
- 市原市立姉崎小学校
- 市原市立明神小学校
- 市原市立青葉台小学校
- 市原市立千種小学校

商業施設
- ケーヨーデイツー姉崎店
- イトーヨーカドー姉崎店
- マルエイ姉崎店
- マツモトキヨシ姉ヶ崎店
- ウエルシア市原姉崎店
- ヤックスドラッグ姉崎店
- としまや弁当姉崎店

工場・発電所
- JERA姉崎火力発電所
- 出光興産千葉製油所・中央訓練所
- 小湊鉄道バス塩田営業所姉崎車庫

学習塾
- 京葉学院姉崎校
- QUARD姉崎校

神社仏閣・遺跡
- 姉埼神社
- 嶋穴神社
- 姉崎古墳群
  - 姉崎天神山古墳
  - 釈迦山古墳
  - 姉崎二子塚古墳
  - 姉崎山王山古墳
  - 六孫王原古墳

## バス路線
東口発着
- 1番のりば
  - 小湊鉄道
    - 帝京大学ちば総合医療センター行
    - コストコ物流センター行
    - 青葉台グリーンタウン行
    - 光風台駅行
    - ダイアパレス行
- 2番のりば
  - 小湊鉄道
    - 光風台駅行
    - 市原緑園都市ターミナル行
- 3番のりば
  - 日東交通
    - 茅野行
    - 桜台団地行
- 5番のりば
  - 小湊鉄道
    - 別荘下行
- 11番のりば
  - 小湊鉄道
    - 八幡宿駅西口行

西口
- 1番のりば
  - 小湊鉄道
    - 五井駅西口行
- 2番のりば
  - 小湊鉄道
    - 長浦駅行

## 隣の駅
東日本旅客鉄道（JR東日本）
■内房線
- 特急「さざなみ」停車駅 ※新宿さざなみは通過

■快速（京葉線経由）・■快速（総武線経由）・■普通（各駅停車）
五井駅 - 姉ケ崎駅 - 長浦駅

### 記事本文

#### 広報資料・プレスリリースなど一次資料
1. ↑  “Suicaご利用可能エリアマップ（2001年11月18日当初）” (PDF).   東日本旅客鉄道. 2019年7月27日時点のオリジナルよりアーカイブ。2020年4月30日閲覧。

### 利用状況
1. ↑  千葉県統計年鑑 -千葉県
2. ↑  市原市統計書 - 市原市

JR東日本の2000年度以降の乗車人員
1. 1 2  各駅の乗車人員（2023年度） - JR東日本
2. ↑  各駅の乗車人員（2000年度） - JR東日本
3. ↑  各駅の乗車人員（2001年度） - JR東日本
4. ↑  各駅の乗車人員（2002年度） - JR東日本
5. ↑  各駅の乗車人員（2003年度） - JR東日本
6. ↑  各駅の乗車人員（2004年度） - JR東日本
7. ↑  各駅の乗車人員（2005年度） - JR東日本
8. ↑  各駅の乗車人員（2006年度） - JR東日本
9. ↑  各駅の乗車人員（2007年度） - JR東日本
10. ↑  各駅の乗車人員（2008年度） - JR東日本
11. ↑  各駅の乗車人員（2009年度） - JR東日本
12. ↑  各駅の乗車人員（2010年度） - JR東日本
13. ↑  各駅の乗車人員（2011年度） - JR東日本
14. ↑  各駅の乗車人員（2012年度） - JR東日本
15. ↑  各駅の乗車人員（2013年度） - JR東日本
16. ↑  各駅の乗車人員（2014年度） - JR東日本
17. ↑  各駅の乗車人員（2015年度） - JR東日本
18. ↑  各駅の乗車人員（2016年度） - JR東日本
19. ↑  各駅の乗車人員（2017年度） - JR東日本
20. ↑  各駅の乗車人員（2018年度） - JR東日本
21. ↑  各駅の乗車人員（2019年度） - JR東日本
22. ↑  各駅の乗車人員（2020年度） - JR東日本
23. ↑  各駅の乗車人員（2021年度） - JR東日本
24. ↑  各駅の乗車人員（2022年度） - JR東日本

千葉県統計年鑑
1. ↑  千葉県統計年鑑（平成3年）
2. ↑  千葉県統計年鑑（平成4年）
3. ↑  千葉県統計年鑑（平成5年）
4. ↑  千葉県統計年鑑（平成6年）
5. ↑  千葉県統計年鑑（平成7年）
6. ↑  千葉県統計年鑑（平成8年）
7. ↑  千葉県統計年鑑（平成9年）
8. ↑  千葉県統計年鑑（平成10年）
9. ↑  千葉県統計年鑑（平成11年）
10. ↑  千葉県統計年鑑（平成12年）
11. ↑  千葉県統計年鑑（平成13年）
12. ↑  千葉県統計年鑑（平成14年）
13. ↑  千葉県統計年鑑（平成15年）
14. ↑  千葉県統計年鑑（平成16年）
15. ↑  千葉県統計年鑑（平成17年）
16. ↑  千葉県統計年鑑（平成18年）
17. ↑  千葉県統計年鑑（平成19年）
18. ↑  千葉県統計年鑑（平成20年）
19. ↑  千葉県統計年鑑（平成21年）
20. ↑  千葉県統計年鑑（平成22年）
21. ↑  千葉県統計年鑑（平成23年）
22. ↑  千葉県統計年鑑（平成24年）
23. ↑  千葉県統計年鑑（平成25年）
24. ↑  千葉県統計年鑑（平成26年）
25. ↑  千葉県統計年鑑（平成27年）
26. ↑  千葉県統計年鑑（平成28年）
27. ↑  千葉県統計年鑑（平成29年）
28. ↑  千葉県統計年鑑（平成30年）
29. ↑  千葉県統計年鑑（令和元年）
30. ↑  千葉県統計年鑑（令和2年）